# آلیس هشی
آلیس هشی (انگلیسی: Alice Hechy; ۲۱ ژوئیهٔ ۱۸۹۳ – ۲۶ مهٔ ۱۹۷۳) بازیگر و خواننده اهل کشور آلمان بود.
از فیلم‌ها یا برنامه‌های تلویزیونی که وی در آن نقش داشته‌است می‌توان به ۱۹۱۴ و افسانه‌های هافمن اشاره کرد.